# Windows 8
Windows 8 è un sistema operativo per personal computer prodotto da Microsoft come parte della famiglia di sistemi operativi Windows NT. Il sistema operativo è stato distribuito alla produzione il 1º agosto 2012, con disponibilità generale il 26 ottobre 2012.
Ha introdotto importanti modifiche alla piattaforma e all'interfaccia utente del sistema operativo per migliorare la sua esperienza utente sui tablet, dove Windows era allora in competizione con i sistemi operativi mobili, tra cui Android e iOS. In particolare, queste modifiche includevano una shell Windows ottimizzata per il tocco basata sul linguaggio di progettazione "Metro" di Microsoft, la schermata Start (che visualizza i programmi e il contenuto aggiornato dinamicamente su una griglia di tessere), una nuova piattaforma per lo sviluppo di "app" con enfasi sull'input touchscreen, l'integrazione con i servizi online (compresa la possibilità di sincronizzare app e impostazioni tra dispositivi) e Windows Store, un negozio online per il download e l'acquisto di nuovo software. Windows 8 ha aggiunto il supporto per USB 3.0, dischi rigidi Advanced Format, comunicazioni near field e cloud computing. Sono state introdotte funzionalità di sicurezza aggiuntive, come software antivirus integrato, integrazione con il servizio di filtro anti-phishing Microsoft SmartScreen e supporto per l'avvio protetto UEFI su dispositivi supportati con firmware UEFI, per impedire al malware di infettare il processo di avvio.
Ha avuto una ricezione critica mista. Anche se le critiche verso i miglioramenti delle prestazioni, della sicurezza e il supporto migliorato per i dispositivi touchscreen sono state positive, la nuova interfaccia utente del sistema operativo è stata ampiamente criticata per essere potenzialmente confusa e difficile da imparare, specialmente se utilizzata con tastiera e mouse invece di touch screen. Nonostante queste carenze, sono state vendute 60 milioni di licenze Windows 8 fino a gennaio 2013, un numero che includeva sia gli aggiornamenti che le vendite agli OEM per i nuovi PC.
Il 17 ottobre 2013, Microsoft ha pubblicato Windows 8.1. Questa versione affronta alcuni aspetti criticati di Windows 8 e incorpora ulteriori miglioramenti a vari aspetti del sistema operativo. Windows 8 è stato infine sostituito da Windows 10 a luglio 2015. Microsoft ha smesso di fornire supporto e aggiornamenti per Windows 8 RTM il 10 gennaio 2016, per i criteri del ciclo di vita Microsoft relativi ai service pack, Windows 8.1 deve essere installato per mantenere il supporto e ricevere ulteriori aggiornamenti.

## Sviluppo
Lo sviluppo del sistema operativo iniziò nel maggio 2009 e terminò nel luglio 2012. Microsoft iniziò a parlare più diffusamente di Windows 8 solo a partire dal 2011. L'anno si aprì con l'annuncio del supporto all'architettura ARM tipica dei tablet. La nuova interfaccia grafica di Windows 8 venne svelata ufficialmente nel giugno 2011. A settembre Microsoft pubblicò una versione di anteprima per gli sviluppatori, denominata Windows 8 Developer Preview.
Un nuovo logo e un'altra versione di anteprima, Windows 8 Consumer Preview, caratterizzarono il febbraio 2012. L'ultima versione di anteprima, Windows 8 Release Preview, è stata pubblicata il 31 maggio 2012. Il 1º agosto 2012 Microsoft ha annunciato ufficialmente che la versione finale di Windows 8, compilata il 25 luglio, è stata consegnata agli OEM, specificando le date in cui essa sarà resa disponibile anche agli abbonati MSDN, TechNet e Volume License. La versione finale di Windows 8 è stata consegnata agli OEM il 1º agosto, ed è infine stata resa disponibile al pubblico il 24 settembre 2012.
Il 17 ottobre 2013 è stato pubblicato dalla Microsoft Windows 8.1, il primo aggiornamento gratuito disponibile nello Store. L'8 aprile 2014 è stato pubblicato da Microsoft Windows 8.1 Update, un aggiornamento che porta migliorie e correzione di bug.

## Funzioni

### Nuove funzionalità
Windows 8 introduce una nuova interfaccia utente, simile a quella di Windows Phone, progettata per adattarsi meglio all'input da touch screen, piuttosto che con l'interfaccia tradizionale basata su mouse e tastiera, che continua comunque a essere pienamente supportata, per permetterne l'utilizzo anche sui PC tradizionali.
Inoltre, l'edizione RT di Windows 8 aggiunge il supporto all'architettura di processori ARM.

#### Interfaccia utente

Barre laterali a comparsa

Windows 8 introduce un'interfaccia utente nel linguaggio di design Microsoft ampiamente riprogettata, ottimizzata per i touch screen, ma utilizzabile anche con mouse e tastiera. Tale interfaccia (che precedentemente si chiamava Metro) e l'approccio a "riquadri" che contengono i link alle app si chiama Metro style; i riquadri corrispondono a "mattonelle" (tiles in inglese).
Il menu Start è stato sostituito con una nuova schermata simile a quella di Windows Phone 8, denominata schermata Start, che presenta principalmente una griglia scorrevole di riquadri, oltre al nome e all'immagine dell'utente nell'angolo in alto a destra. È la prima schermata mostrata all'avvio del sistema, e rimane accessibile attraverso l'angolo in basso a sinistra dello schermo, con un clic sul pulsante di accesso rapido Start, oppure con la pressione del tasto Windows sulla tastiera. L'utente può comunque passare al desktop tradizionale facendo clic sul riquadro Desktop o su un riquadro relativo ad una qualsiasi applicazione di tipo desktop, come Esplora file.
I riquadri animati assomigliano a delle mattonelle che, oltre a eseguire un'applicazione con un clic o un tocco su uno di essi, spesso visualizzano al loro interno dati aggiornati in tempo reale, senza dover necessariamente avviare l'applicazione: per esempio, il riquadro Meteo visualizza senza l'input dell'utente informazioni relative alla situazione meteorologica corrente. L'utente può disporre a piacere i riquadri, e può ridimensionarne la maggior parte dalla barra delle opzioni che compare facendo clic destro su un riquadro, o toccando il riquadro e trascinandolo leggermente.
L'interfaccia incorpora anche una nuova barra dei menu sul lato destro dello schermo nota come barra dei pulsanti di accesso rapido, a cui si può fare accesso da qualsiasi app o dal desktop effettuando lo scorrimento sul lato destro di uno schermo touch o di un touchpad compatibile, o toccando uno degli angoli destri dello schermo. La barra dei pulsanti di accesso rapido contiene le icone per la ricerca, la condivisione, l'accesso alla schermata Start, la gestione dei dispositivi e le impostazioni. Le app possono integrare altre icone nella barra dei pulsanti di accesso rapido per un accesso coerente a certe funzionalità.
Il nuovo menu delle opzioni di avvio introduce un'interfaccia grafica rinnovata nel linguaggio di design Microsoft, progettata per l'input da mouse e touch al posto della modalità testuale.
Il menu delle opzioni di avvio di Windows permette, prima dell'avvio vero e proprio del sistema operativo, di selezionare un altro sistema operativo installato e di accedere all'Ambiente ripristino Windows. Può anche interfacciarsi con il firmware UEFI fornendo delle opzioni per avviare un'utilità di configurazione del sistema interna o per scegliere un dispositivo di avvio alternativo.
Windows 8 è in grado di visualizzare automaticamente il menu delle opzioni di avvio anche nel caso in cui Windows non rilevi alcun errore nel processo di avvio del sistema, ma l'utente è costretto a riavviare il sistema perché all'avvio non risulta usabile. L'utente può anche forzare la visualizzazione del menu delle opzioni di avvio al riavvio successivo del sistema, tramite Impostazioni PC, tenendo premuto Maiusc mentre seleziona il comando di riavvio, oppure tramite il nuovo parametro /o dell'eseguibile shutdown.exe. Queste modifiche sono state implementate per fornire dei mezzi più consistenti per accedere alle opzioni di avvio, e perché un avvio del sistema più rapido, soprattutto su sistemi UEFI, avrebbe reso troppo difficile far apparire il menu delle opzioni di avvio tramite la pressione di una combinazione di tasti. Viene poi introdotta un nuovo elemento grafico, la Charm Bar, ossia una barra verticale destra che compare puntando con il mouse l'angolo in alto a destra. Tale barra ha preso il posto del tasto Windows home, traducendosi in una navigazione verso le principali funzionalità di Windows 8, come l'accesso al pannello di controllo o al ricerca file o applicazioni nel pc.

#### Ambiente desktop

Ambiente desktop di Windows 8

L'ambiente di tipo "Immersive" si affianca al desktop tradizionale di Windows, che ora è presente come specifico riquadro nella schermata Start, l'ambiente nel quale continuano ad essere eseguite le applicazioni legacy che non sono app di Windows Store.
Il tema, poi ripreso in Windows 8.1 e Windows 10, è ispirato al tema "Acquerello" utilizzato nelle prime beta di Windows Whistler, il nome in codice di Windows XP, poi abbandonato per il tema Luna.

##### Esplora file
La versione ridisegnata di Esplora risorse, chiamata Esplora file, presenta un'interfaccia ribbon simile a quella di Office 2010 e Windows Live Essentials, per aiutare l'utente ad accedere più velocemente ai comandi utilizzati più di frequente e più pertinenti alla selezione corrente: per esempio, selezionando delle fotografie in una cartella appaiono gli strumenti per ruotare le fotografie e per avviare una presentazione.
Inoltre, Esplora file fornisce un pannello di anteprima riprogettato che trae vantaggio dai layout widescreen, e reintroduce il pulsante Cartella superiore rimosso a partire da Windows Vista.

##### Shell
A differenza di Windows 7, la barra delle applicazioni di Windows 8 è priva sia del pulsante Start sia del menu Start, che erano sempre stati presenti in tutte le edizioni desktop di Windows fin da Windows 95, e l'angolo in basso a sinistra dello schermo è un hotspot per la schermata Start.
Windows 8 include inoltre un supporto migliorato per configurazioni a più schermi. La barra delle applicazioni può essere mostrata su più schermi, oppure ogni schermo può mostrare la propria barra delle applicazioni dedicata. Gli sfondi possono essere estesi su più schermi, oppure ogni schermo può avere il proprio sfondo separato.
Windows 8 fornisce una nuova interfaccia utente per la copia e lo spostamento di file, offrendo agli utenti sia un'interfaccia semplificata sia una avanzata per tenere sotto controllo la velocità delle operazioni. Gli utenti possono vedere tutte le operazioni simultanee sui file in un'unica finestra consolidata, e possono sospendere le operazioni sui file in avanzamento. È stata anche introdotta una nuova interfaccia per la gestione delle collisioni dei nomi del file in un'operazione sui file, consentendo agli utenti di controllare facilmente quali file in conflitto vengono copiati.
Le immagini disco ISO e IMG e i file VHD possono essere montati come unità virtuali attraverso un semplice clic destro su di essi oppure dalla barra multifunzione ribbon di Esplora file.

##### Gestione attività
Gestione attività presenta un'interfaccia notevolmente ridisegnata: dalla visualizzazione predefinita, che mostra un semplice elenco delle applicazioni in esecuzione, è possibile passare a un'interfaccia a schede più dettagliata.
La scheda Processi elenca le applicazioni in esecuzione: per ogni processo indica il nome, lo stato e dati sull'utilizzo complessivo di CPU, memoria, disco fisso e risorse di rete. L'utilizzo delle risorse viene mostrato utilizzando una mappa di calore, dove tonalità di giallo più scure rappresentano un utilizzo più pesante. Il nuovo task manager riconosce quando un'applicazione WinRT è nello stato Sospeso.
La scheda Prestazioni è suddivisa nelle sezioni CPU, Memoria, Disco, Bluetooth, Wireless e Ethernet; ciascuna sezione contiene dei grafici di riepilogo, su cui è possibile fare clic per la visualizzazione di ulteriori dettagli. La sezione CPU, invece di visualizzare singoli grafici per ogni processore logico nel sistema, può mostrare i dati per ogni nodo NUMA: nei sistemi con più di 64 processori logici, ogni processore logico è rappresentato da un riquadro contenente una semplice percentuale di utilizzo, colorato con una tonalità di blu a seconda dell'utilizzo delle risorse, e il passaggio del cursore su uno dei riquadri mostra il nodo NUMA di quel processore e il suo ID.
Rispetto alla versione di Gestione attività di Windows inclusa in Windows 7, sono state aggiunte le nuove schede Avvio, che elenca le applicazioni in esecuzione automatica, e Dettagli, che offre dettagliate informazioni sui processi nella vecchia visualizzazione.

#### Integrazione con i servizi online
Windows 8 fornisce una maggiore integrazione con i servizi online Microsoft. Gli account utente non sono limitati ad essere solo locali, ma possono essere collegati con l'account Microsoft dell'utente. L'accesso tramite l'account Microsoft consente la sincronizzazione dei file e delle impostazioni dell'account utente tramite Internet, e l'accesso ad essi da altri computer con Windows 8.
Windows 8 include inoltre un'app per il servizio di cloud storage OneDrive, e le app possono salvare i file direttamente su OneDrive. Non è incluso un client di OneDrive per il desktop tradizionale e per Esplora file, ed è necessario scaricarlo separatamente.
Sono disponibili per Windows 8 alcune app Xbox Live, tra cui Xbox Live Arcade, Xbox SmartGlass, Xbox Music e Xbox Video. L'app Xbox SmartGlass permette all'utente di interagire con dei nuovi contenuti associati ai giochi e ai video delle console Xbox 360 e One.
Le app possono anche interagire con altri servizi online: l'app Contatti può integrarsi con molti social network e servizi, mentre la app Foto fornisce il supporto per le foto da servizi come Facebook e Flickr.

#### Funzionalità di sistema

##### Cronologia file
Cronologia file è un componente per la protezione continua dei dati, simile a Time Machine di macOS, che rende deprecate le funzioni di Windows 7 Precedenti versioni e Backup e ripristino di Windows. Cronologia file crea automaticamente backup incrementali dei file memorizzati nelle librerie e nelle cartelle specifiche dell'utente su un dispositivo di archiviazione esterno (come un disco fisso secondario, Spazi di archiviazione o una condivisione di rete). Grazie alla funzione Cronologia file in Esplora file è quindi possibile tenere traccia delle specifiche revisioni dei propri file ed effettuarne il ripristino. A differenza di Precedenti versioni, che effettua il tracciamento dei file a livello di blocchi, Cronologia file utilizza USN Journal per tenere traccia delle modifiche, e semplicemente copia le precedenti versioni dei file nella posizione di backup.

##### Ripristino del sistema

Impostazioni PC in Windows 8

Windows 8 include due nuove funzioni di ripristino, chiamate Reinizializzazione e Reimpostazione, per effettuare un ripristino completo del sistema in modo più semplice rispetto a una normale reinstallazione del sistema operativo.

##### OEM Activation
Come annunciato ufficialmente il 2 giugno 2011, Windows 8 introduce la nuova versione 3.0 di OEM Activation, che abbandona il vecchio processo di attivazione usato nelle installazioni SLP 2.1 di Windows 7, e consente agli OEM di ordinare e ricevere elettronicamente un codice di prodotto digitale diverso per ogni computer equipaggiato con Windows 8, tramite l'invio diretto a Microsoft dei rapporti di produzione di fabbrica contenenti le informazioni su ogni PC costruito, in modo che l'attivazione del software tramite la nuova procedura SLP 3.0 sia limitata esclusivamente al firmware (BIOS) specifico a cui è associato il codice di prodotto.
OEM Activation 3.0 è progettato per impedire di eludere l'attivazione su copie pirata di Windows 8 facendo credere a Windows di trovarsi preinstallato su un dispositivo certificato prodotto da un certo OEM, tramite la modifica della firma digitale, detta SLDT, memorizzata nel BIOS della scheda madre, o tramite l'emulazione di una SLDT valida.
OEM Activation 3.0 non viene usato dalle versioni di Windows precedenti a 8 né, almeno al momento del lancio, dalle versioni non client di Windows 8 come Windows Embedded e Windows Server 2012 (quest'ultimo per esempio include OEM Activation 2.2).

##### Formato di file VHDX
Windows 8 offre un nuovo formato VHD denominato VHDX, che supporta fino a 16 TB di archiviazione. Ha la resilienza incorporata e la protezione dalle corruzioni che possono verificarsi durante le interruzioni di alimentazione. Aiuta anche a impedire la degradazione delle prestazioni su dischi fisici con settori di grandi dimensioni.

##### Hyper-V
Il software di virtualizzazione Hyper-V, precedentemente offerto solo in Windows Server, verrà introdotto per la prima volta in una versione client di Windows. Alla conferenza BUILD è stata presentata ufficialmente la nuova versione 3.0 di Hyper-V.
Il che permette di eseguire test, sviluppo, ottenere retro compatibilità e simulazioni di macchine e ambienti virtuali, garantendo un'ampia scalabilità per le macchine virtuali, garantisce il supporto per macchine virtuali x86/x64, processori virtuali multi-core, gestione dinamica della memoria, switch virtuali, snapshots, live migration e storage migration, questa caratteristica di serie è disattivata sia su windows 8 che su Windows 8.1

##### Windows Display Driver Model (WDDM)
Windows 8 include WDDM 1.2,DXGI 1.2. e WMI 3. La composizione del desktop di Gestione finestre desktop supporta il rendering e la presentazione di contenuti in stereoscopia 3D delle app sia in finestre sia a schermo intero.
Altre importanti funzionalità includono un multitasking con pre-rilascio con una migliore granularità (a livello di buffer DMA, primitivi, triangoli, pixel o istruzioni), un minore impatto sulla memoria, una condivisione migliorata delle risorse, e un rilevamento e un recupero del timeout più rapidi. I formati di superficie con colori a 16 bit (565, 5551, 4444) sono obbligatori in Windows 8, e Direct3D 11 Video supporta i formati video Y'UV 4:4:4/4:2:2/4:2:0/4:1:1 con precisione a 8, 10, e 16 bit, e anche formati pallettizzati a 4 e 8 bit.

##### Spazi di archiviazione
Spazi di archiviazione è una tecnologia di virtualizzazione dell'archiviazione che sostituisce Gestione disco e che consente un'organizzazione dei dischi fisici in volumi logici simile a RAID1 e RAID5, ma a un livello più elevato. Gli spazi di archiviazione consentiranno agli utenti di combinare dischi fissi di dimensioni differenti in unità virtuali e di specificare il mirroring, la parità o nessuna ridondanza su una base cartella per cartella.
L'utente vede uno spazio di archiviazione come un disco fisico, con il thin provisioning dello spazio su disco disponibile. Gli spazi sono organizzati all'interno di un pool di archiviazione, per esempio una raccolta di dischi fisici, che può estendersi su più dischi di diverse dimensioni e diverse interfacce (USB, SATA, SAS). Il processo di aggiunta di nuovi dischi o di sostituzione di dischi vecchi o con errori è completamente automatico, ma può essere controllato con comandi PowerShell. Lo stesso pool di archiviazione può ospitare più spazi di archiviazione. Gli spazi di archiviazione incorporano capacità di recupero da errori del disco, che vengono raggiunte effettuando il mirroring o lo striping con parità dei dischi fisici. Ogni pool di archiviazione nel file system ReFS è limitato a 4 PB (4096 TB), ma non ci sono limiti nel numero totale di pool di archiviazione o nel numero di spazi di archiviazione all'interno di un pool.

#### Funzionalità hardware

##### Windows To Go

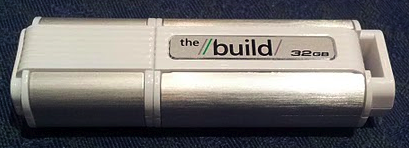
Una delle unità flash USB offerte da Microsoft alla conferenza BUILD con Windows To Go pre-installato.

Windows To Go è una funzionalità esclusiva dell'edizione Enterprise di Windows 8 che consente agli utenti di effettuare l'avvio del sistema operativo da dispositivi di memorizzazione di massa USB, come unità flash e dischi fissi esterni (detti live USB), contenenti Windows 8, i programmi, le impostazioni e i file dell'utente.
Il sistema si blocca se viene rimossa l'unità USB, e continua ad operare se l'unità USB viene inserita entro i successivi 60 secondi dopo la rimozione.

##### Near Field Communication (NFC)
Windows 8 introduce le API per il supporto alla tecnologia Near Field Communication (NFC), consentendo funzionalità come l'apertura di URL, l'esecuzione di applicazioni e la condivisione di informazioni tra dispositivi.

##### Avvio protetto
L'avvio protetto è un protocollo basato sulla specifica UEFI 2.2, progettato per impedire l'esecuzione di firmware, sistemi operativi o driver UEFI non autorizzati in fase di avvio. L'avvio protetto riduce il rischio di attacchi al boot loader, mediante una procedura con infrastruttura a chiave pubblica (PKI) per convalidare le immagini firmware prima che ne sia concessa l'esecuzione.
Sui sistemi con firmware UEFI, la schermata di avvio con il logo del produttore persiste sullo schermo durante l'avvio di Windows, permettendo una transizione fluida dalla fase di POST fino alla comparsa della schermata Start.
Affinché i nuovi PC basati sulle architetture IA-32 e x86-64 possano ricevere la facoltativa certificazione per Windows 8, Microsoft richiede che la funzione di avvio protetto sia attivata per impostazione predefinita, ma i produttori devono offrire agli utenti un'opzione per disattivare questa funzione. Ai produttori di tablet e convertibili basati sull'architettura ARM che intendono ricevere la certificazione per Windows RT, invece, Microsoft non solo richiede di attivare la funzione di avvio protetto per impostazione predefinita ma, a differenza dei produttori di PC, vieta loro di offrire agli utenti la possibilità di disattivare questa funzione.

##### Funzionalità di rete
Windows 8 incorpora un migliore supporto per la banda larga mobile come metodo "di prima classe" per la connettività Internet. All'inserimento di una scheda SIM, il sistema operativo determina automaticamente l'operatore dell'utente e configura le relative impostazioni di connessione utilizzando un database di APN. Il sistema operativo è anche in grado di monitorare l'utilizzo dei dati mobile, e cambia perciò il suo comportamento per ridurre l'uso della banda sulle reti misurate. Gli operatori possono anche offrire le proprie app di Windows Store dedicate per la gestione dell'account, che possono anche essere installate automaticamente come parte del processo di connessione. Questa funzionalità è stata dimostrata con un'app AT&T, che può anche visualizzare le statistiche mensili di utilizzo dati sul proprio riquadro animato. Windows 8 riduce anche la necessità di driver di terze parti e il software per implementare la banda larga mobile fornendo un driver generico, e fornendo un'opzione integrata per la modalità aereo.

### Funzionalità rimosse

#### Shell
- Al posto del menu Start e del pulsante Start c'è la nuova schermata Start.[77][78] Applicazioni di terze parti permettono di ripristinarli.
- Il tema classico,ossia l'interfaccia grafica delle versioni del sistema operativo precedenti a XP o delle versioni server precedenti a Server 2012, non è più presente come opzione. Non sarà presente nemmeno nei sistemi operativi futuri come Windows 10.
- Al posto dell'interfaccia utente Aero c'è uno stile delle finestre piatto e senza trasparenze, per ridurre l'utilizzo delle risorse della GPU di sistema e per prolungare la durata delle batterie del dispositivo portatile, anche se funzionalità come Aero Peek, Aero Shake e Aero Snap e gli effetti di apertura e chiusura delle finestre sono ancora presenti.[79] Gestione finestre desktop non è più disattivabile per i temi grafici destinati ai sistemi a basse prestazioni.[62]
- Al posto della barra dei comandi in Esplora file c'è una nuova barra multifunzione di tipo ribbon.[28][29]
- Non vi è più la funzionalità Scorrimento 3D, introdotta a partire da Windows Vista.[80]

#### Funzionalità multimediali
- Windows Media Center non è più incluso in alcun'edizione di Windows 8, ma è disponibile a pagamento come componente aggiuntivo per l'edizione Pro.[81][82][83]
- Windows Media Player non include più i codec richiesti per la riproduzione dei DVD. I DVD sono riproducibili solo se viene installato Windows Media Center, che comprende i codec necessari alla riproduzione dei DVD,[81][82][83] oppure adottando un plug-in di terze parti che fornisca il codec Windows Media.

#### Funzionalità di rete
- Per le connessioni ad accesso remoto non sono più disponibili alcune opzioni sotto Opzioni di ricomposizione, come Numero di tentativi e Ricomponi se cade la linea.[84]
- La voce Gestisci reti wireless in Centro connessioni di rete e condivisione non è più disponibile,[85] anche se una funzione simile è ancora disponibile tramite il comando netsh (netsh wlan).
- La creazione di una rete wireless ad hoc non è più disponibile nell'interfaccia utente, ma rimane accessibile dal comando netsh o tramite un'utilità di terze parti come Connectify.

#### Altro
- La funzionalità Precedenti versioni si è rinnovata in Cronologia file,[47][80][86] che include anche le funzioni di Backup e ripristino di Windows, presente sotto il nome Ripristino file di Windows 7.[87]
- Windows 8 non supporta più i gadget del desktop.[88] A partire dal 3 ottobre 2011 gli utenti di Windows Vista e 7 non possono più scaricare nuovi gadget da Windows Live Gallery,[89] e sono stati invitati da Microsoft a disattivare la piattaforma gadget per motivi di sicurezza.[90]
- La schermata blu di errore non mostra più le informazioni tecniche sull'errore che ha provocato l'arresto del computer.[25]
- Al posto di Windows CardSpace c'è la nuova tecnologia U-Prove.[91][92]
- Al posto della funzionalità Controllo genitori presente nelle versioni precedenti di Windows c'è la funzionalità Family Safety.[93]
- Windows XP Mode non è più disponibile per Windows 8.[94] Hyper-V può essere usato al posto di Windows Virtual PC, ma non offre più né una copia gratuita di Windows XP né l'integrazione dei programmi nel menu Start, e inoltre è disponibile solo per processori a 64 bit con SLAT.[95]

### Funzionalità deprecate
- Il sottosistema POSIX SUA verrà rimosso dalle funzionalità facoltative nella prossima versione di Windows.[96][97]
- ImageX sarà rimosso in favore della Gestione e manutenzione immagini distribuzione.[98]

## Software incluso
In Windows 8 si trovano preinstallate le seguenti app di Windows Store: Bing, Calendario, Contatti, Finanza, Foto, Fotocamera, Giochi, Internet Explorer, Lettore, Mail, Mappe, Messaggi, Meteo, Musica, Notizie, OneDrive, Sport, Store, Viaggi e Video.
- Foto consente la visualizzazione di foto su qualsiasi PC, su OneDrive o su altri servizi come Facebook e Flickr.[99][100]
- Calendario permette la gestione simultanea di più calendari associati all'account Microsoft.[100][101]
- Contatti è una rubrica che riunisce i contatti dell'utente, permettendone anche l'importazione da Facebook e LinkedIn.[100][102][103]
- Mail è un'app per la posta elettronica che può collegarsi a più account di posta.[100][103][104]
- Messaggi può tenere traccia di tutte le conversazioni di messaggistica istantanea attraverso Messenger, Facebook e altre reti IM connesse.[100][103]

### Windows Store

Schermata principale di Windows Store

Windows Store è una piattaforma di distribuzione digitale, simile a Ubuntu Software Center e Mac App Store, sviluppata da Microsoft e disponibile a partire da Windows 8, che consente agli sviluppatori di pubblicare le loro applicazioni, compresi i driver di dispositivo.
Windows Store rende disponibili in un unico posto applicazioni progettate sia per architetture ARM sia per x86/x64, e destinate sia per il nuovo ambiente "immersive" sia per l'ambiente desktop tradizionale (anche se in quest'ultimo caso Windows Store fornisce solo i collegamenti al sito Web dell'applicazione). Siccome Windows Store è l'unico mezzo di distribuzione delle app di Windows Store, Microsoft dovrebbe potersi assicurare che le app siano libere da malware, virus, bug e da falle di sicurezza.

### Internet Explorer 10

Interfaccia desktop di Internet Explorer 10

Internet Explorer 10 era la versione di Internet Explorer sviluppata da Microsoft, che ha sostituito Windows Internet Explorer 9.
Fu annunciato per la prima volta il 12 aprile 2011 alla conferenza MIX 11 di Las Vegas, dopo sole quattro settimane dalla pubblicazione di Windows Internet Explorer 9. La versione finale fu pubblicata per la prima volta in Windows Server 2012 il 4 settembre 2012, e fu resa disponibile ad un più vasto pubblico il 26 ottobre 2012 insieme a Windows 8.
Internet Explorer 10 introduceva una nuova interfaccia grafica nel linguaggio di design Microsoft, appositamente progettata per l'utilizzo sui touch screen dei tablet. La nuova interfaccia era disponibile come app di Windows Store nella nuova schermata Start di tipo "Immersive" in Windows 8, e si affiancava a quella tradizionale desktop.
L'obiettivo del team di sviluppo di Internet Explorer 10 è stato raggiungere la piena conformità agli standard HTML5, mediante il supporto completo ai CSS 3 e all'accelerazione hardware per la grafica, ridurre il più possibile il ricorso ai plug-in esterni al browser, e ridistribuire il lavoro grafico alla GPU e la compilazione in background di JavaScript sui vari core del processore.
Internet Explorer 10 ha abbandonato il supporto a Windows Vista e a Windows Server 2008, così come la precedente versione di Internet Explorer aveva abbandonato il supporto per Windows XP.
Dal 7 novembre 2013, questa versione è stata definitivamente sostituita da Internet Explorer 11.

### Windows Defender
La nuova versione di Windows Defender inclusa in Windows 8 aggiunge funzionalità anti-malware, integrando e sostituendo Microsoft Security Essentials. Windows Defender disattiva se stesso automaticamente se rileva la presenza di software di protezione di terze parti, ed è in grado di attivarsi se rileva che l'abbonamento al programma antivirus è scaduto.

## Prestazioni

### Avvio del sistema
La nuova funzionalità di avvio ibrido di Windows 8 riduce i tempi di avvio del sistema: all'arresto i dati in memoria relativi alla sessione del kernel vengono salvati su disco fisso, e vengono ricaricati in memoria al successivo avvio. Si differenzia dall'ibernazione per il fatto che il salvataggio della sessione del kernel avviene successivamente alla normale chiusura delle applicazioni e delle sessioni utente.

### Utilizzo della memoria
Gabriel Aul, direttore del program management di Windows, ha dimostrato che Windows 8 Developer Preview utilizza dal 10 al 48% di memoria RAM in meno rispetto a Windows 7:
- il memory combining, o page combining, condensa in un'unica copia condivisa copie duplicate di una stessa porzione di memoria gestite da diverse applicazioni indipendenti, come una fase di esecuzione comune o una libreria condivisa;[120]
- Windows 8 presenta una riduzione del numero di servizi sempre in esecuzione, privilegiando un avvio manuale o su richiesta (richiamati da un evento di sistema);
- il costo complessivo di accesso alla memoria in fase di esecuzione è inferiore grazie al consolidamento di parti di memoria a cui fanno di frequente riferimento alcuni componenti di basso livello ereditate dalle origini dell'architettura di Windows NT;
- i componenti di sistema non richiesti in ambiente immersive vengono inizializzati in memoria solamente in ambiente desktop;
- la prioritarizzazione delle allocazioni di memoria migliora la gestione del file di paging.

### Durata delle batterie
Windows 8 include alcune ottimizzazioni per migliorare la durata delle batterie su dispositivi mobili:
- la sospensione dei processi relativi alle app di Windows Store in background, provvista della capacità di attendere il completamento di alcune attività comuni, permette di mantenere le app inizializzate e pronte all'esecuzione senza impiegare le risorse della CPU;[122]
- la nuova modalità connected standby, o active standby, consente di mantenere aggiornati i riquadri che forniscono dati in tempo reale con un basso consumo di energia, grazie ad un sistema efficiente di gestione centralizzato delle notifiche diretto alle App[120][122]. L'aggiornamento dei dati non viene eseguito direttamente dal codice dell'applicazione, ma si basa sul paradigma della programmazione guidata dai dati, in modo da minimizzare l'impatto della schermata Start sulle prestazioni della CPU;[88]
- le funzionalità per la gestione dell'energia elettrica fornite da un dispositivo possono essere integrate dal produttore con il nuovo driver Power Engine Plug-in (PEP), progettato per le architetture System-on-a-chip (SoC);[123]
- anche il supporto integrato a USB 3.0 permette una migliore gestione dell'energia elettrica e un allungamento della durata delle batterie;[124][125]
- ulteriori risparmi di energia si devono alla idle hygiene, ovvero ad alcune ottimizzazioni apportate alla gestione degli stati di inattività del sistema.[123]

## Compatibilità software
Sui processori x86/x64, Windows 8 supporta la maggior parte dei software compatibili con le precedenti versioni di Windows, con le stesse restrizioni di Windows 7: Windows a 64 bit è in grado di eseguire software a 32 e a 64 bit (tramite WOW64), mentre Windows a 32 bit è in grado di eseguire software a 16 e a 32 bit (anche se alcuni software a 16 bit potrebbero richiedere l'applicazione delle impostazioni per la compatibilità, oppure potrebbero non funzionare affatto).
Sui processori ARM, invece, l'edizione RT di Windows 8 non supporta l'esecuzione, l'emulazione o la portabilità delle esistenti applicazioni desktop x86/x64, perché esse non sono progettate per il risparmio energetico delle batterie e per impedire la portabilità di virus e malware sui dispositivi ARM.
Windows RT supporta solo le applicazioni già incluse con il sistema (comprese alcune applicazioni desktop di Office 2013), fornite tramite Windows Update, acquisite tramite Windows Store (che fornirà solo le app di Windows Store), oppure in forma di app line-of-business sui dispositivi appartenenti ad un dominio di rete.
Gli sviluppatori possono scegliere se rendere le loro app di Windows Store compatibili sia con i sistemi basati su x86/x64 sia con l'architettura ARM, oppure se limitarne il supporto a una specifica architettura.

## Edizioni
Windows 8 è presente sul mercato in 4 edizioni: Windows 8, Windows 8 Pro, Windows 8 Enterprise e Windows RT.
A differenza di Windows 7 e precedenti, tutte le edizioni di Windows 8 permettono la modifica "al volo" della lingua di sistema. Inoltre, sono presenti delle edizioni di Windows 8 solo in specifiche lingue locali, destinate a una ridotta serie di mercati emergenti selezionati tra cui la Cina.
Windows Media Center è disponibile solo per Windows 8 Pro nel pacchetto multimediale a pagamento Windows 8 Media Center Pack. Gli utenti dell'edizione base di Windows 8 possono comunque acquistare il pacchetto Windows 8 Pro Pack, che è già comprensivo del pacchetto multimediale Windows 8 Media Center Pack.
Windows Media Player non è incluso nelle versioni "N" di Windows 8 offerte come opzione nell'Unione europea. Microsoft fu costretta a creare le edizioni speciali "N" di Windows dopo che la Commissione europea decise nel 2004 che, in alternativa alle regolari versioni dotate di Windows Media Player preinstallato, doveva essere offerta anche una copia di Windows priva di Windows Media Player.

### Windows 8
Windows 8 è l'edizione di base per il mercato consumer che sostituisce le precedenti edizioni Starter, Home Basic e Home Premium di Windows 7.
L'utente può aggiornare l'edizione Windows 8 a Windows 8 Pro acquistando il pacchetto Windows 8 Pro Pack.

### Windows 8 Pro
Windows 8 Pro è l'edizione per il mercato business, che sostituisce le precedenti edizioni Professional e Ultimate di Windows 7.
Windows 8 Pro aggiunge rispetto all'edizione di base di Windows 8 alcune funzionalità per la crittografia (BitLocker, BitLocker To Go, Encrypting File System), il supporto all'avvio di dischi fissi virtuali VHD, la connettività ai domini con il supporto ai criteri di gruppo, Hyper-V client e la connessione remota tramite desktop remoto.

### Windows 8 Enterprise
Windows 8 Enterprise sostituisce la precedente edizione Enterprise di Windows 7. Il 16 agosto 2012 è stato reso disponibile tramite il Volume License Service Center (VLSC) ai clienti aziendali con contratto Software Assurance.
Windows 8 Enterprise aggiunge rispetto a Windows 8 Pro diverse funzionalità specifiche per le aziende strutturate, tra cui la gestione e la distribuzione di PC, la sicurezza avanzata, la virtualizzazione, e nuovi scenari di mobilità.

### Windows RT
Windows RT, noto durante lo sviluppo come Windows on ARM o WOA, è la nuova edizione progettata per l'architettura ARM. Microsoft non ha dichiarato ufficialmente il significato dell'acronimo "RT", anche se secondo alcune fonti sta per "Runtime", in riferimento alla libreria Windows Runtime (WinRT).
L'edizione RT di Windows 8 è disponibile al pubblico dal 26 ottobre preinstallata nel tablet Microsoft Surface. Non è disponibile per la vendita al dettaglio, ma può essere acquistata solo preinstallata su PC e tablet dotati di microprocessori ARM di vari produttori, tra cui ASUS, Samsung, Dell e Lenovo.
Windows RT aggiunge alle edizioni x86/x64 di Windows 8 le app di Windows Store del pacchetto Microsoft Office Home and Student 2013 RT (Word, Excel, PowerPoint, OneNote) e una funzione per la crittografia del dispositivo.
Non include tuttavia Windows Media Player, il supporto alle applicazioni di tipo desktop per x86/x64 e la tecnologia degli spazi di archiviazione. Ufficialmente può eseguire solo le applicazioni già incluse nel sistema e quelle disponibili attraverso Windows Store.

### Confronto funzioni
|                                          | Windows 8          | Windows 8 Pro        | Windows 8 Enterprise            | Windows RT               |
| ---------------------------------------- | ------------------ | -------------------- | ------------------------------- | ------------------------ |
| Architetture supportate                  | IA-32, x86-64      | IA-32, x86-64        | IA-32, x86-64                   | ARM                      |
| Aggiunta a domini di Windows Server      | No                 | Sì                   | Sì                              | No                       |
| AppLocker                                | No                 | No                   | Sì                              | No                       |
| Avvio da VHD                             | No                 | Sì                   | Sì                              | No                       |
| Avvio protetto disattivabile             | Sì                 | Sì                   | Sì                              | No                       |
| BranchCache                              | No                 | No                   | Sì                              | No                       |
| Compatibilità con applicazioni non WinRT | Sì                 | Sì                   | Sì                              | No                       |
| Concessione in licenza                   | Al dettaglio e OEM | Al dettaglio e OEM   | Solo clienti Software Assurance | Solo OEM                 |
| Criteri di gruppo                        | No                 | Sì                   | Sì                              | No                       |
| Desktop                                  | Sì                 | Sì                   | Sì                              | Parziale                 |
| Desktop remoto                           | Solo client        | Client e host        | Client e host                   | Solo client              |
| DirectAccess                             | No                 | No                   | Sì                              | No                       |
| Funzionalità per la crittografia         | Nessuna            | BitLocker, EFS       | BitLocker, EFS                  | Crittografia dispositivo |
| Hyper-V client                           | No                 | Solo 64 bit con SLAT | Solo 64 bit con SLAT            | No                       |
| Office 2013 preinstallato                | No                 | No                   | No                              | Sì                       |
| Servizi per Network File System (NFS)    | No                 | No                   | Sì                              | No                       |
| Sideload di applicazioni WinRT           | No                 | Parziale             | Parziale                        | Parziale                 |
| Sottosistema POSIX SUA                   | No                 | No                   | Deprecato                       | No                       |
| Spazi di archiviazione                   | Sì                 | Sì                   | Sì                              | No                       |
| Virtualizzazione RemoteFX                | No                 | No                   | Sì                              | No                       |
| Windows Media Center                     | No                 | A pagamento          | No                              | No                       |
| Windows Media Player                     | Sì                 | Sì                   | Sì                              | No                       |
| Windows To Go                            | No                 | No                   | Sì                              | No                       |
|                                          | Windows 8          | Windows 8 Pro        | Windows 8 Enterprise            | Windows RT               |

1. ↑  AppLocker offre una whitelist e una blacklist per consentire o impedire l'esecuzione di software in base al nome, al numero di versione o all'editore: (EN) AppLocker, su technet.microsoft.com, Microsoft TechNet. URL consultato il 23 agosto 2012.
2. ↑  L'avvio protetto è obbligatorio e non disattivabile su hardware ARM dotato di certificazione Microsoft.
3. ↑  BranchCache, una funzionalità di Windows 7 e successivi, memorizza localmente nella cache il contenuto ricevuto da un file server o un server Web per rendere più rapidi gli utilizzi successivi:  BranchCache, su microsoft.com, Microsoft. URL consultato il 9 luglio 2012 (archiviato dall'url originale il 5 luglio 2012).
4. ↑  Fanno eccezione i programmi già preinstallati in Windows RT, come Office Home and Student 2013 RT.
5. ↑  Può solamente venire preinstallato dagli OEM sui dispositivi.
6. ↑  Crittografia dispositivo, una funzionalità introdotta in Windows Mobile 6.5, crittografa il contenuto di un dispositivo mobile per migliorarne la sicurezza: (EN) Device Encryption, su msdn.microsoft.com, MSDN, 8 aprile 2010. URL consultato il 9 luglio 2012 (archiviato dall'url originale il 6 aprile 2015).
7. ↑  L'edizione Home and Student 2013 RT comprende Word, Excel, PowerPoint e OneNote.
8. 1 2  Non tutti i computer che eseguono Windows 8 possono effettuare il sideload. Il sideload su computer Windows RT e Windows 8 Pro richiede l'acquisto di licenze aggiuntive tramite contratti multilicenza Microsoft (fonte).
9. ↑  Non tutti i computer che eseguono Windows 8 possono effettuare il sideload. Il supporto out-of-the-box al sideload è disponibile solo per i computer Windows 8 Enterprise che fanno parte di un dominio Windows. Il sideload su computer Windows 8 Enterprise senza appartenenza a un dominio richiede l'acquisto di licenze aggiuntive tramite contratti multilicenza Microsoft (fonte).
10. ↑  È richiesto l'acquisto del pacchetto Windows 8 Media Center Pack.
11. ↑  Non supporta la riproduzione di DVD (fonte, fonte).
12. 1 2 3  Non è incluso nell'edizione "N" offerta nell'Unione europea.

### Aggiornamento da versione precedente di Windows
Windows 8 introduce un nuovo programma di installazione noto come Assistente all'aggiornamento, che fornisce un processo più semplice e rapido per aggiornare le precedenti versioni di Windows a Windows 8. Oltre a consentire all'utente di acquistare, scaricare e installare Windows 8, integra anche controlli di compatibilità, assiste nel trasferimento di file e impostazioni, e consente all'utente di generare un supporto di installazione su un DVD o un'unità USB a partire dai suoi acquisti digitali. I passaggi sono stati progettati per assicurare che un aggiornamento effettuato con il nuovo programma di installazione sia più rapido rispetto alle precedenti versioni di Windows.
Il precedente programma di installazione basato su WinPE è ancora offerto agli utenti che iniziano l'installazione avviando il sistema da un supporto di installazione (DVD, USB o rete), per effettuare un'installazione più avanzata.
I dispositivi dei principali OEM precaricati con Windows 8 ora memorizzano il proprio codice del prodotto direttamente nel firmware piuttosto che averlo stampato sull'etichetta del certificato di autenticità. Siccome questo nuovo sistema è progettato per impedire l'uso di codici del prodotto OEM su computer a cui non sono concessi in licenza, il sistema consente anche al programma di installazione di rilevare e accettare automaticamente il codice del prodotto, semplificando il processo di reinstallazione di Windows.
La tabella sottostante indica i possibili percorsi di aggiornamento a Windows 8 senza dover effettuare un'installazione da zero, cioè potendo mantenere i file personali, le impostazioni di Windows e le applicazioni già installate:
| [ nota 1 ]    | [ nota 1 ]   | Windows 8           | Windows 8 Pro       | Windows 8 Enterprise | Windows RT |
| Windows 7     | Enterprise   | No                  | No                  | Sì                   | No         |
| Windows 7     | Professional | No                  | Sì                  | Sì                   | No         |
| Windows 7     | Ultimate     | No                  | Sì                  | No                   | No         |
| Windows 7     | Home Premium | Sì                  | Sì                  | No                   | No         |
| Windows 7     | Home Basic   | Sì                  | Sì                  | No                   | No         |
| Windows 7     | Starter      | Sì                  | Sì                  | No                   | No         |
| Windows Vista | con SP1      | Sì                  | Sì                  | Sì                   | No         |
| Windows Vista | senza SP1    | Solo file personali | Solo file personali | Solo file personali  | No         |
| Windows XP    | con SP3      | Solo file personali | Solo file personali | Solo file personali  | No         |
| Windows XP    | senza SP3    | No                  | No                  | No                   | No         |

1. ↑  Si suppone che l'aggiornamento sia effettuato tra versioni di Windows della stessa architettura: aggiornando da un'installazione a 32 bit a un'installazione a 64 bit o viceversa, è obbligatoria un'installazione da zero indipendentemente dalle edizioni in uso.
2. ↑  L'aggiornamento a Windows RT non è possibile neanche tramite un'installazione da zero, poiché è progettato esclusivamente per l'architettura ARM che le versioni precedenti di Windows non supportano.
3. 1 2  Dipende dalla specifica edizione di Windows Vista, analogamente a Windows 7.
4. ↑  Dipende dalla specifica edizione di Windows XP, analogamente a Windows 7.

## Requisiti minimi di sistema
I requisiti minimi di sistema di Windows 8 e Windows 8.1 sono uguali a quelli di Windows 7.
| Architettura                 | 32 bit | 64 bit |
| ---------------------------- | --- | --- |
| Processore (CPU)             | x86 da 1 GHz | x64 da 1 GHz |
| Memoria (RAM)                | 1 GB | 2 GB |
| Spazio libero su disco fisso | 16 GB | 20 GB |
| Scheda video                 | DirectX 9 con driver WDDM 1.0                                                                                               | DirectX 9 con driver WDDM 1.0                                                                                               |
| Risoluzione dello schermo    | 1024×768 per l'esecuzione delle app di Windows Store 1366×768 per la visualizzazione di due app di Windows Store affiancate | 1024×768 per l'esecuzione delle app di Windows Store 1366×768 per la visualizzazione di due app di Windows Store affiancate |

1. ↑  È richiesto il supporto a PAE, NX e SSE2: (EN) PAE/NX/SSE2 Support Requirement Guide for Windows 8, su msdn.microsoft.com, MSDN, 4 giugno 2012. URL consultato il 26 giugno 2012 (archiviato il 26 giugno 2012).

Microsoft richiede che i PC con Windows 8 supportino l'aggiornamento dei driver della scheda video senza il riavvio del sistema, e che completino il ripristino del sistema operativo dallo standby entro due secondi. Ciò non viene però richiesto ai dispositivi con architettura ARM.

### Supporto alla virtualizzazione
Diversi prodotti di virtualizzazione sono compatibili con Windows 8 Consumer Preview: Hyper-V in Windows 8 Developer Preview, Hyper-V in Windows Server 2008 R2, VMware Workstation 8.0.2, VirtualBox 4.1.8, Parallels Workstation 6, Parallels Desktop 4 e XenDesktop 5.5.

## Marketing
Nell'ottobre 2012 Microsoft ha iniziato una campagna promozionale incentrata intorno a Windows 8 e al suo tablet Surface, iniziando con il suo primo spot negli Stati Uniti il 14 ottobre 2012. Il budget pubblicitario è tra 1,5 e 1,8 miliardi di dollari, rendendo Windows 8 il più grande lancio di un prodotto nella storia di Microsoft.
Secondo Microsoft, 4 milioni di utenti hanno effettuato l'aggiornamento a Windows 8 nel fine settimana dopo la sua pubblicazione. I venditori al dettaglio tuttavia hanno segnalato basse vendite e bassa domanda per Windows 8 nel periodo successivo alla sua pubblicazione; mentre i sondaggi mostravano che meno della metà degli utenti Windows intendeva aggiornare i propri computer da scrivania o portatili a Windows 8, l'interesse verso i tablet con Windows 8 è aumentato fino a raggiungere quello verso l'iPad. Il 27 novembre 2012, Microsoft ha annunciato di aver venduto 40 milioni di licenze di Windows 8 nel primo mese, sorpassando il ritmo di Windows 7.

## Critiche
Alcuni aspetti di Windows 8 hanno incontrato ancora prima della sua pubblicazione un'accoglienza negativa da parte di sviluppatori software e critici. Queste preoccupazioni riguardano principalmente la nuova interfaccia nel linguaggio di design Microsoft, la nuova piattaforma di distribuzione digitale Windows Store, e le restrizioni imposte dall'avvio protetto sui dispositivi certificati per Windows RT.
Secondo Tom Warren di The Verge, anche se l'enfasi di Windows 8 sull'input da touch è significativa e rischia di alienare gli utenti desktop, «la scelta di un tablet PC con Windows 8 fa sentire un iPad subito fuori moda» grazie alle capacità del modello ibrido e alla maggiore focalizzazione sui servizi cloud. Warren ha giudicato alcune delle app incluse in Windows 8 basilari e carenti di certe funzionalità, ma ha elogiato le app Xbox per il fatto che promuovono un'esperienza di intrattenimento multipiattaforma. Warren considera dei cambiamenti positivi anche altri miglioramenti e funzionalità, come Cronologia file, Spazi di archiviazione e Gestione attività.
Secondo Peter Bright di Ars Technica, le prestazioni migliorate, la versione migliorata di Esplora file, la nuova funzionalità di archiviazione, le funzionalità di sicurezza espanse e la versione migliorata di Gestione attività sono stati dei miglioramenti positivi per il sistema operativo, anche se i cambiamenti all'interfaccia utente potrebbero nasconderli. Bright ritiene inoltre che la dualità di Windows 8 verso i tablet e i PC tradizionali sia un aspetto «estremamente ambizioso» della piattaforma, ma ha criticato Microsoft per aver emulato il modello di Apple di una piattaforma di distribuzione chiusa con l'implementazione di Windows Store.

### Interfaccia nel linguaggio di design Microsoft
Siccome l'interfaccia nel linguaggio di design Microsoft introdotta in Windows 8 è stata progettata per essere user-friendly sugli schermi sensibili al tocco, risulta spesso più scomoda su un computer da scrivania tradizionale. Gli utenti hanno disapprovato in particolare la rimozione del menu Start, tramite il quale erano abituati ad avviare le applicazioni nelle precedenti versioni di Windows sin da Windows 95. Inoltre Windows 8 assume un nuovo approccio, basato su app a schermo intero, che si allontana dalla più familiare interfaccia desktop basata sulle icone e perde di vista il multitasking e la produttività aziendale. Molti utenti e designer hanno criticato Microsoft per aver ridotto l'importanza di Windows Aero, che quando era stato introdotto in Windows Vista era considerato un design pulito e moderno.
Secondo Peter Bright di Ars Technica, il sistema "Edge UI" basato su hot corner e scorrimenti sui bordi «non è molto ovvio» a causa della mancanza di istruzioni fornite dal sistema operativo sulle funzioni accessibili tramite l'interfaccia utente, nonostante il tutorial video aggiunto nella versione RTM che istruisce solamente gli utenti a spostare il cursore del mouse agli angoli dello schermo e a scorrere sui suoi lati. Per Bright l'interfaccia di Windows 8 funziona bene in alcuni posti, ma inizia ad apparire incoerente quando si passa, talvolta attraverso mezzi inconsistenti, tra l'ambiente nel linguaggio di design Microsoft e il desktop tradizionale.
Secondo Tom Warren di The Verge, la nuova interfaccia è «tanto stupenda quanto sorprendente», e contribuisce a un'esperienza «incredibilmente personale» una volta personalizzata dall'utente, ma ha una ripida curva di apprendimento, ed è scomoda da usare con un mouse e una tastiera. Per Warren forzare tutti gli utenti a usare la nuova interfaccia orientata al touch è sì una mossa rischiosa per Microsoft in generale, ma è necessaria per spingere lo sviluppo di app per Windows Store.
Brad Wardell, fondatore, presidente e amministratore delegato di Stardock, ha descritto la nuova esperienza utente in Windows 8 come «schizofrenica» per i continui passaggi tra l'interfaccia nel linguaggio di design Microsoft e l'interfaccia desktop tradizionale, «odiosa» per la necessità di lavorare sempre a schermo intero, e un «inferno di usabilità» su un computer desktop a causa della eccessiva predominanza del controllo tramite touch. Adrian Kingsley-Hughes di ZDNet ha concluso:
(Adrian Kingsley-Hughes, 7 giugno 2012)

### Windows Store
Ancora prima della sua pubblicazione finale, Windows 8 è stato criticato da rappresentanti di diverse grandi società di software ludico perché è una piattaforma chiusa: Gabe Newell di Valve Software, sostenuto da Rob Pardo di Blizzard Entertainment, lo ha definito una «catastrofe», e Notch ha rifiutato di certificare il suo Minecraft per Windows 8.

### Avvio protetto
Il requisito che i dispositivi certificati per Windows RT devono essere venduti con l'avvio protetto non disattivabile incontrò le critiche soprattutto degli sviluppatori di software libero, che sentivano che Microsoft stava tentando di esercitare il vendor lock-in impedendo agli utenti di installare sistemi operativi alternativi come Linux.

### Internet Explorer 10
Nel maggio 2012 gli sviluppatori di Mozilla Firefox, sostenuti in un secondo momento anche dagli sviluppatori di Google Chrome, hanno lamentato l'impossibilità per qualsiasi browser Web non Microsoft di competere alla pari con Internet Explorer su Windows RT.
Roy Fielding, uno sviluppatore del server Apache, ha imposto nel codice di Apache di ignorare deliberatamente il segnale Do Not Track fornito da Internet Explorer 10, accusando Microsoft di «deliberato abuso di standard aperti».

### Marketing
Microsoft è stata criticata per non voler comunicare in modo appropriato ai clienti le differenze tra Windows 8 e RT, nonostante diversi membri dello staff, incluso Steven Sinofsky, abbiano promesso che queste differenze sarebbero state adeguatamente indicate nella promozione. I report indicano l'uso nel materiale promozionale per il tablet Surface di espressioni confuse che alludono alle differenze di compatibilità, e un report investigativo di The Verge ha scoperto che alcuni impiegati nei Microsoft Store avevano livelli di conoscenza diversi riguardo alle differenze tra Windows 8 e RT; la maggior parte di loro dichiaravano scorrettamente che i dispositivi Windows RT possono eseguire applicazioni progettate per le versioni di Windows compatibili con Intel. Tuttavia, in risposta Microsoft ha dichiarato che allo staff nei suoi punti vendita sarebbero state date 15 ore in media di addestramento prima del lancio di Windows 8 e RT, per assicurarsi che i clienti sarebbero stati in grado di fare la scelta giusta per le loro necessità.
Nel novembre 2012 è stata presentata presso l'australiana Australian Competition and Consumer Commission (ACCC) una denuncia contro Microsoft, con l'accusa di stare ingannando deliberatamente i clienti, scegliendo di non includere sulle confezioni di vendita di Windows 8, a differenza delle versioni precedenti di Windows, alcun'etichetta visibile che li informi che si tratta solamente di una versione di aggiornamento che non può essere installata su un PC privo di una versione precedente di Windows.